# Лас-Адхунтас (станция метро)
Лас Адхунтас — станция метрополитена Лос-Текеса, расположенная на первой линии метрополитена в Венесуэле. Станция была открыта в 2006 году, одновременно с открытием метрополитена Лос-Текеса.

## Описание
Станция «Лас Адхунтас» является одной из ключевых станций на первой линии метрополитена Лос-Текеса. Она расположена в районе, обеспечивающем удобный доступ к важнейшим районам города и пригородам. Станция обслуживает большое количество пассажиров и играет важную роль в транспортной системе Лос-Текеса.
Станция имеет подземное расположение и оборудована современными удобствами для пассажиров, включая эскалаторы, лифты и информационные панели.

## Будущее
Планируется дальнейшая модернизация станции и развитие инфраструктуры метрополитена, что улучшит качество обслуживания пассажиров.